# 217. п. н. е.

## Догађаји
- Битка на Ебру
- 22. јун — Египатски хоплити предвођени Птолемејем IV су поразили селеукидску војску Антиоха III у бици код Рафије.
- 24. јун — Римљани предвођени Гајем Фламинијем су поражени у бици код Тразименског језера када су упали у Ханибалову замку.